# Live in Orlando
Live in Orlando é um álbum ao vivo do grupo brasileiro de música cristã Trazendo a Arca. É o segundo trabalho da banda lançado em DVD e, considerando os trabalhos lançados pelo Toque no Altar é o quarto registro áudio-visual de toda a sua discografia. Foi gravado para um público de três mil pessoas na Primeira Igreja Batista de Orlando, cidade da Flórida, nos Estados Unidos, com direção de vídeo de Fausto Villanova e Gabriel Araújo.
O projeto contou com regravações de várias canções gravadas nos álbuns Pra Tocar no Manto (2009), Salmos e Cânticos Espirituais (2009) e Entre a Fé e a Razão (2010), todas interpretadas pelo vocalista Luiz Arcanjo. Além dos membros do Trazendo a Arca, a gravação contou com uma orquestra, um coral de duzentas vozes, vocais de apoio, além de uma equipe técnica de vídeo e de áudio. A obra foi lançada em dezembro de 2011 no formato DVD, enquanto sua versão em CD foi liberada em janeiro de 2012. Foi o último trabalho da banda a ter o tecladista e produtor musical Ronald Fonseca como integrante.
Live in Orlando recebeu críticas favoráveis da mídia especializada, que destacaram o entrosamento entre os músicos, a escolha de repertório e o processo de gravação no exterior. O álbum foi o último trabalho da banda lançado pela gravadora carioca Graça Music.

## Antecedentes
Desde 2007, com o lançamento de Marca da Promessa, o Trazendo a Arca já viajara para os Estados Unidos em turnês. Em 2009, após o lançamento de Salmos e Cânticos Espirituais, o ex-vocalista Davi Sacer deu uma entrevista ao Troféu Talento. Na ocasião, o músico previa a gravação de um DVD que uniria as principais canções de Pra Tocar no Manto e Salmos e Cânticos Espirituais num local ainda não definido pela banda na época. Ele disse:

Como a gente sempre fez. O 1º DVD, ainda no Apascentar, saiu com "Restituição" e "Toque no Altar". No Maracanãzinho, juntamos "Olha Pra Mim" com "Marca da Promessa". Não é uma regra, mas sempre fazemos assim.
Em janeiro de 2010, o conjunto estava se apresentando em vários locais nos Estados Unidos, e o grupo foi convidado a gravar um álbum no país. Logo após a saída de Davi e Verônica Sacer do Trazendo a Arca em abril de 2010, a banda fechou um contrato com a gravadora cristã Graça Music. Além da notícia do contrato, Ana Paula Porto, gerente executiva da empresa anunciou que estava sendo projetado uma gravação em DVD da banda, e que o local, ainda não definido provavelmente seria uma cidade da Região Nordeste do Brasil.
Ao invés de focar na produção de um DVD, a banda decidiu trabalhar em mais um registro inédito. Em dezembro daquele ano, Entre a Fé e a Razão foi liberado, com todas as canções interpretadas por Luiz Arcanjo. Após o lançamento, a banda partiu para uma excursão musical internacional, se apresentando em Moçambique e várias igrejas em cidades dos Estados Unidos. Segundo o Trazendo a Arca, a vontade de gravar o disco no país surgiu a partir do lançamento da obra.
Em julho de 2011, o mesmo mês da gravação do álbum, o Trazendo a Arca promoveu uma caravana em Israel e Jordânia. Na ocasião, os integrantes estiveram durante mais de dez dias passando por pontos turísticos de Jerusalém e promovendo um evento na região.[carece de fontes?]
A banda usou seu canal no You Tube para divulgar a gravação. Nela, os membros do Trazendo a Arca anunciaram a data de gravação e o local. Intercalando imagens do DVD Ao Vivo no Maracanãzinho com as frases de cada integrante, o vídeo foi legendado em inglês.
O projeto gráfico da obra foi produzido pela agência Quartel Design. Em formato digipack, o encarte do disco apresenta tons dourados com recursos gráficos que fazem ter um design clássico e ao mesmo tempo moderno, o que foi classificado pela imprensa como um padrão internacional. Marcus Motta, um dos responsáveis pelo trabalho gráfico, chegou a dizer que "quem adquirir o DVD vai se surpreender em todos os aspectos, tanto pela parte gráfica quanto pelo conteúdo do DVD que está top de linha". As fotos foram registradas por Eliseu Soares e Viviane Guimarães, que trabalhou nas fotografias do projeto gráfico de Entre a Fé e a Razão.

## Gravação
A gravação de Live in Orlando foi promovida com entrada franca no dia 30 de julho de 2011. Compareceram ao evento um público de três mil pessoas oriundas de várias caravanas do Brasil e de outras cidades norte-americanas. Na gravação, o Trazendo a Arca foi acompanhado por um coral de duzentas pessoas regido por Sindara Rosa, além de quatro vocais de apoio, dentre eles a cantora Josely Ramos, esposa do guitarrista da banda, Isaac Ramos.
No evento, foram tocadas cinco canções de Pra Tocar no Manto, quatro de Salmos e Cânticos Espirituais, cinco de Entre a Fé e a Razão, uma instrumental ("Introdução") e "Santo", um cântico escrito no século XIX, traduzido em português por João Gomes da Rocha. Diferentemente de algumas canções dos álbuns de estúdio escolhidos, todas as músicas receberam a interpretação de Luiz Arcanjo. A direção de vídeo foi executada por Fausto Villanova e Gabriel Araújo, com assinatura da empresa N Filmes. Vários técnicos e músicos trabalharam na produção, desde brasileiros e norte-americanos. Também havia uma orquestra de cordas e metais.
Deco Rodrigues disse no making of do disco: "Primeira vez que um ministério brasileiro faz um evento desta proporção fora do país, nos Estados Unidos. Nós já gravamos um CD no Japão, mas um DVD é uma proporção muito maior, rolou aquele medo, assim, puxa no Brasil a gente sabe que vai ter apoio até de prefeitura, de pessoas que podem investir, ajudar, então a dificuldade financeira, que é muito grande, uma dificuldade de logística, é um outro país, a gente estava em Israel há uma semana atrás, e então como a gente em Israel vai conseguir organizar um DVD nos Estados Unidos [...]"

## Lançamento e recepção
| Críticas profissionais | Críticas profissionais |
| Avaliações da crítica  | Avaliações da crítica  |
| Fonte                  | Avaliação              |
| ---------------------- | ---------------------- |
| Super Gospel           | [ 12 ]                 |
| O Propagador           | [ 13 ]                 |

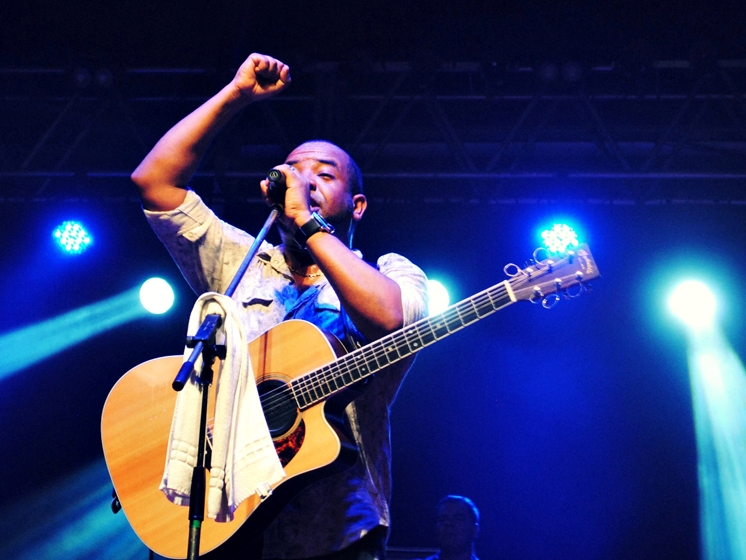
Luiz Arcanjo cantando no Jesus Vida Verão no dia 13 de janeiro de 2012, junto ao Trazendo a Arca.

No início de dezembro de 2011, o Trazendo a Arca divulgou no You Tube a canção "Entre a Fé a Razão" como trecho do DVD. No mesmo mês, a versão audiovisual foi liberada para venda. A gravadora também optou por liberar uma versão em CD, com menos faixas, que foi lançada em 30 de janeiro de 2012.
O grupo realizou a consagração do disco em 28 de dezembro de 2011, em uma cerimônia da Igreja Batista Betânia. Na ocasião, os membros da congregação lotaram o templo e cantaram algumas canções presentes no DVD junto com os intérpretes. Ana Paula Porto, gerente executiva da Graça Music, fez uma surpresa para os integrantes do Trazendo a Arca, entregando-lhes o disco de platina do álbum Entre a Fé e a Razão, lançado no ano anterior. Após o culto, o Trazendo a Arca participou de entrevistas, seus membros autografaram vários DVDs e foram fotografados junto com o público.
Na divulgação do disco, o Trazendo a Arca participou de vários eventos. Um deles foi no Jesus Vida Verão, onde o grupo se apresentou perante um público de quarenta mil pessoas. O show de lançamento de Live in Orlando foi realizado em 14 de janeiro de 2012, na Barra Show, no Rio de Janeiro, com abertura da banda DiscoPraise. Em março do mesmo ano, o grupo viajou até Nova Jérsia.
| “ | Poxa, esse começo de ano está sendo maravilhoso! Estivemos no Jesus Vida Verão no dia 13 (sexta-feira) com 40 mil pessoas e depois poder adorar ao Senhor com esse povo no Barra Show é maravilhoso. Pensei até que por ser período de férias ia estar todo mundo viajando, mas vieram todos adorar ao Senhor. Foi bênção! | ” |

O trabalho foi alvo de duas críticas favoráveis da mídia especializada. Roberto Azevedo, do Super Gospel, destacou os arranjos, o entrosamento entre os músicos da banda, os riffs de guitarra e os vocais de apoio. Porém, avaliou de forma negativa "O Nardo", declarando que é uma canção com a qual não simpatiza. Considerou como ponto positivo a participação do público em "Reina o Senhor", canção com um groove de bateria e baixo, além dos riffs de guitarra. Em "Cruz", o autor elogiou a "pressão" dos vocais de apoio e do instrumental, além da empolgação causada pelo crescimento instrumental ao longo da canção. Em 2017, Super Gospel classificou Live in Orlando com a justificativa que o projeto era essencialmente congregacional e "elegante". Com cotação de 3 estrelas e meio de 5, Com cotação de 4 estrelas de 5, o guia discográfico do O Propagador definiu o álbum como um exemplo da capacidade da banda de produzir materiais intimistas, com uma produção musical adequada.

## Estilo musical e influências
Unindo as principais canções de três trabalhos distintos, Live in Orlando concentra em seu repertório letras de confiança, celebração, adoração e angústia, entre outros temas. Em "Yeshua" e "Grande Deus", a banda transmite através da sua música palavras de exaltação a Deus. São encontradas declarações de fé e esperança em Deus em "Serás Sempre Deus" e "Em Ti Esperarei" e reflexões religiosas em "Entre a Fé e a Razão" e "Pra Tocar no Manto". No total, Live in Orlando integra catorze canções gravadas anteriormente, sendo sua maioria dos discos Pra Tocar no Manto e Entre a Fé e a Razão.
Diferentemente dos álbuns de estúdio, em Live in Orlando Luiz Arcanjo atuou como violonista, fazendo com que Isaac Ramos atuasse exclusivamente com a guitarra, exceto em "Casa do Oleiro". Assim como em obras anteriores, o trabalho traz em sua ficha técnica a parceria com o saxofonista Zé Canuto. Wagner Derek compôs os arranjos de cordas de "Por que Te Abates". Ronald Fonseca e Quiel Nascimento escreveram a melodia de cordas das demais faixas.
Algumas canções, como "Reina o Senhor" possuem características pop rock, enquanto outras como "Nosso Deus é Santo", "Invoca-Me" e "Grande Deus" são baladas. Todo o disco apresenta elementos de canto congregacional.
Em relação às versões anteriores, poucas alterações foram trabalhadas nos instrumentais do repertório. Foi incluída a faixa "Introdução", um riff de Ronald Fonseca escrito em dó sustenido menor, precedida de "Santo", cuja construção se dá com o coral e os teclados de Ronald.

## Prêmios e indicações
Foram mais de mil e duzentos artistas inscritos ao Troféu Promessas em 2012, e vinte foram escolhidos para as dez categorias, com o Trazendo a Arca esteve eles. A banda recebeu três indicações, sendo duas ao disco Live in Orlando . O grupo venceu em nenhuma das categorias, perdendo em Melhor DVD e Melhor CD para o disco Uma História Escrita pelo Dedo de Deus de Thalles e para o grupo Inesquecível em Melhor grupo, apesar de ser um dos favoritos da categoria.
Troféu Promessas
| Categoria    | Indicado        | Resultado |
| ------------ | --------------- | --------- |
| Melhor DVD   | Live in Orlando | Indicado  |
| Melhor grupo | Trazendo a Arca | Indicado  |
| Melhor CD    | Live in Orlando | Indicado  |

## Faixas
A seguir lista-se as faixas, compositores e durações de cada canção de Live in Orlando, segundo o encarte do disco.
| Versão DVD |                                  |                              |         |  |
| N.º        | Título                           | Compositor(es)               | Duração |  |
| 1.         | "Santo"                          | Reginald Heber               | 1:46    |  |
| 2.         | "Introdução"                     | Ronald Fonseca               | 2:01    |  |
| 3.         | "Yeshua"                         | Fonseca Luiz Arcanjo         | 4:38    |  |
| 4.         | "Sobre a Terra"                  | Fonseca Jamba Arcanjo        | 5:21    |  |
| 5.         | "Grande Deus"                    | Fonseca Arcanjo              | 7:52    |  |
| 6.         | "Invoca-Me"                      | Fonseca Arcanjo Kleber Lucas | 8:19    |  |
| 7.         | "Serás Sempre Deus"              | Arcanjo Deco Rodrigues       | 9:32    |  |
| 8.         | "Nosso Deus é Santo" (Salmo 151) | Jamba Davi Sacer Arcanjo     | 7:01    |  |
| 9.         | "Em Ti Esperarei" (Salmo 27)     | Sacer Arcanjo                | 7:34    |  |
| 10.        | "Por que Te Abates" (Salmo 42)   | Arcanjo Sacer                | 5:18    |  |
| 11.        | "Cruz"                           | Fonseca Arcanjo Lucas        | 10:04   |  |
| 12.        | "Pra Tocar no Manto"             | Arcanjo                      | 6:09    |  |
| 13.        | "Entre a Fé e a Razão"           | Arcanjo Fonseca              | 4:53    |  |
| 14.        | "O Nardo"                        | Arcanjo Fonseca              | 17:21   |  |
| 15.        | "Casa do Oleiro"                 | Arcanjo                      | 7:51    |  |
| 16.        | "Reina o Senhor" (Salmo 99)      | Arcanjo Rodrigues            | 5:39    |  |

| Versão CD      |                                  |         |  |
| N.º            | Título                           | Duração |  |
| 1.             | "Santo"                          | 1:30    |  |
| 2.             | "Introdução"                     | 2:00    |  |
| 3.             | "Yeshua"                         | 4:38    |  |
| 4.             | "Sobre a Terra"                  | 3:49    |  |
| 5.             | "Grande Deus"                    | 5:59    |  |
| 6.             | "Invoca-me"                      | 5:44    |  |
| 7.             | "Nosso Deus é Santo" (Salmo 151) | 6:50    |  |
| 8.             | "Em Ti Esperarei" (Salmo 27)     | 6:47    |  |
| 9.             | "Cruz"                           | 9:26    |  |
| 10.            | "Pra Tocar no Manto"             | 5:59    |  |
| 11.            | "Entre a Fé e a Razão"           | 6:12    |  |
| 12.            | "O Nardo"                        | 8:08    |  |
| 13.            | "Casa do Oleiro"                 | 6:36    |  |
| 14.            | "Reina o Senhor" (Salmo 99)      | 4:46    |  |
| Duração total: | Duração total:                   | 78:33   |  |

## Ficha técnica
Lista-se abaixo os profissionais envolvidos na produção de Live in Orlando, de acordo com o encarte do disco.

### Banda
- Luiz Arcanjo – vocais e violão
- Ronald Fonseca – teclado, produção musical, arranjos e mixagem
- Deco Rodrigues – baixo
- André Mattos – bateria e vocal de apoio
- Isaac Ramos – guitarra e violão

### Músicos convidados
- Coral Cristão Comunitário da Flórida – vocal de apoio
- Sindara Rosa – regente do coral
- Wagner Derek – arranjo de cordas em "Por que Te Abates"
- Zé Canuto – arranjo de metais
- Quiel Nascimento – arranjo de cordas
- Josely Ramos – vocal de apoio
- Mário Bertoni – vocal de apoio
- Vanildo Silva – vocal de apoio
- Simone Rosa – vocal de apoio
- Bob Franklyn – trompete
- Rick Abbott – trombone
- Tami Danielsson – saxofone
- Joni Bjella – violino
- Eric Diaz – violino
- Jennie Rudberg – violino
- Alexsander Stevens – violino
- Amy Jevitt – violino
- Bethany Barnhorst – violino
- Shelley Matheus – viola
- John Adams – viola
- Maurício Céspedes – viola
- Linda Kessler – viola
- Norma Nuff – violoncelo
- Brenda Higgings – violoncelo

### Direção de vídeo
- N Filmes – direção geral de vídeo
- Mark Topkin – captura de vídeo e direção de produção técnica
- Jeff Atikisson – design de iluminação
- Fausto Villanova – direção de vídeo
- Gabriel Araújo – direção de vídeo
- Rodrigo Trovão – direção de produção
- Leo Firpo – edição
- Gary Jones – engenharia de vídeo
- Ivan Diaz – operador de câmera
- Tim Baker – operador de câmera
- Jonathan Kosik – operador de câmera
- Fred Bohn – operador de câmera
- Alex Beatty – operador de câmera
- Greg Snell – operador de câmera
- Scott Whiteny – operador de câmera
- Derrik Charlestom – operador de câmera
- Lauren Johnson – operador de câmera
- José Salva – cammate
- Doug Kuiken – cammate
- Matt Hutchens – steadicam
- Mabel Barba – assistente de câmera
- Ben Plunkett – assistente de câmera
- Jim Jarivs – assistente de câmera
- Cristian Yoakum – assistente de câmera
- Fábio Pontual – autoração e design de menus

### Equipe técnica
- Toney Fontes – masterização e mixagem
- Samuel Júnior – técnico de gravação
- Guti Tatagiba – engenheiro de gravação e captura de áudio
- Guilherme Parente – engenheiro de gravação e captura de áudio
- Serginho – engenheiro de gravação e captura de áudio
- Dana Meeks – engenheiro de gravação e captura de áudio
- John Williams – monitoração de áudio
- Marcos Machado – monitoração de áudio